# Camponotus femoratus
Camponotus femoratus é uma espécie de inseto do gênero Camponotus, pertencente à família Formicidae.